# Battaglie di Kawanakajima
Le battaglie di Kawanakajima (川中島の戦い?, Kawanakajima no tatakai) furono combattute durante il periodo Sengoku della storia del Giappone tra Takeda Shingen della provincia di Kai e Uesugi Kenshin della provincia di Echigo. Le battaglie si svolsero nella pianura di Kawanakajima situata nel nord della provincia di Shinano, luogo corrispondente alla parte meridionale della odierna città di Nagano.
Le cinque grandi battaglie ebbero luogo nel 1553, 1555, 1557, 1561 e 1564; la più nota ed aspra di queste, la quarta, si svolse il 10 settembre 1561.
Le battaglie iniziarono dopo che Takeda Shingen conquistò la provincia di Shinano, costringendo alla fuga Murakami Yoshikiyo e Ogasawara Nagatoki, i quali, necessitando aiuto, si allearono con Uesugi Kenshin.

## Campagne precedenti Kawanakajima
L'interesse di Takeda Shingen per la provincia di Shinano inizia già dal 1536 quando, sotto ordine di suo padre Takeda Nobutora, cerca di impadronirsi di Umi no Kuchi nella vallata vicina a Saku. La progressiva conquista della parte meridionale di Shinano in una serie di vittoriose campagne lo porterà più a nord, provocando l'obbligato intervento di Uesugi Kenshin.

### Campagna di Suwa, 1542 - 1544
Nel 1542, Takeda Shingen decide di attaccare la regione vicina al lago Suwa. La zona è sotto il controllo di suo cognato, Suwa Yorishige, ma è formalmente indipendente. Dall'altra parte diversi daimyō di Shinano decidono di allearsi con Yorishige ed iniziano a marciare verso la provincia di Kai, lungo la valle di Suwa; ne risulta la Battaglia di Sezawa, da cui Takeda Shingen esce vincitore. Forte della vittoria, Shingen riprende l'iniziativa ed in poco tempo riesce a conquistare gran parte della regione. Il suo avversario più feroce sarà Takatō Yoritsugu, dapprima suo alleato, ma che in seguito cercherà di prendere il controllo della regione di Suwa da solo. Nel 1544 cade l'ultima roccaforte della regione e con essa ogni ulteriore resistenza.

### Campagna di Saku, 1543 - 1547
Prendendo come pretesto la defezione di uno dei suoi alleati nella valle di Saku (Oi Sadataka, signore del castello di Nagabuko), Takeda Shingen attacca questa regione con il suo esercito, e riesce a conquistare tutte la valle nonostante l'eroica resistenza e l'intervento del daimyō della vicina provincia di Kozuke, vassallo del Clan Uesugi. La fortezza di Shiga cade nel mese di settembre del 1546, fatto che permetterà a Shingen di controllare gran parte della valle di Saku.
Il consolidamento della posizione nella regione pone Shingen a contatto diretto (e di conseguenza in conflitto) con Murakami Yoshikiyo, il più potente daimyō di Shinano. La prima campagna si rivela un fallimento: il 23 marzo 1548, è sconfitto nella Battaglia di Uedahara e le sue truppe battono in ritirata.
Un altro daimyō, Ogasawara Nagatoki, approfitta dei problemi di Shingen per prendere le armi ed attaccare la regione del lago di Suwa; verrà sconfitto nel maggio del 1548 nella Battaglia di Shiojiritōge, al termine della quale sarà costretto a ritirarsi e lasciare Shingen libero di riprendere il controllo sulla regione. L'avanzata di Takeda nella valle di Saku tuttavia viene interrotta.

### Campagne contro Murakami Yoshikiyo, 1550 - 1553
Questa campagna ha inizio nella regione del lago di Suwa, dove le truppe di Shingen schiacciano Ogasawara Nagatoki: quest'ultimo è costretto a fuggire e cercare rifugio presso Murakami Yoshikiyo. Shingen organizza meticolosamente il suo attacco dalla regione di Suwa e, nell'autunno del 1550, passa il colle di Daimon. Una serie di schermaglie e scontri minori si verificano intorno alla posizione chiave del castello di Toishi presidiato dall'esercito di Yoshikyo, ma per la seconda volta consecutiva, Shingen è costretto a ritirarsi ed il suo esercito solo per poco riesce ad evitare l'annientamento.
Nonostante la situazione volgesse a suo sfavore, Shingen lancia una terza offensiva nella primavera del 1551. Questa volta il castello di Toishi cade e questa nuova posizione strategica permette a Shingen di garantirsi il controllo del resto della regione. Saranno necessari tuttavia due ulteriori anni di combattimenti e diverse battaglie, per rendere questo controllo totale. Nel 1553 quasi tutta la valle di Saku è sotto il controllo di Takeda Shingen.
Il passo successivo di Shingen è quello di avanzare lungo la valle di Saku per prendere possesso delle ricche terre situate in prossimità dell'unione del fiume Sai con il fiume Chikuma; questo triangolo di terra tra i due corsi d'acqua prende il nome di Kawanakajima.

## Prima battaglia di Kawanakajima, 1553
A seguito della sua sconfitta, Murakami Yoshikyo si rifugia da Uesugi Kenshin chiedendo a questi aiuto e facendogli notare che gli eserciti di Takeda Shingen sono ormai alle porte del suo territorio.
Comprendendo l'importanza di agire in fretta per contrastare le ambizioni del suo nuovo vicino, Kenshin raccoglie un esercito e marcia immediatamente verso Shingen, ancora impegnato a combattere le truppe rimaste dell'esercito di Yoshikyo. Arrivando dalla strada che costeggia il lago Nojiri, Kenshin dirige verso la piana di Kawanakajima e si scontra con il nemico nei dintorni di un guado presso un tempio dedicato ad Hachiman, divinità shintoista della guerra. Lo scontro, di modesta entità, permette a Kenshin di affermare la propria superiorità. Kenshin dirige quindi il suo esercito verso Chikuma con l'intento di attaccare il castello di Katsurao (precedentemente roccaforte di Murakami Yoshikyo). La fortezza si rivela troppo difficile da espugnare e Kenshin deve rinunciare.

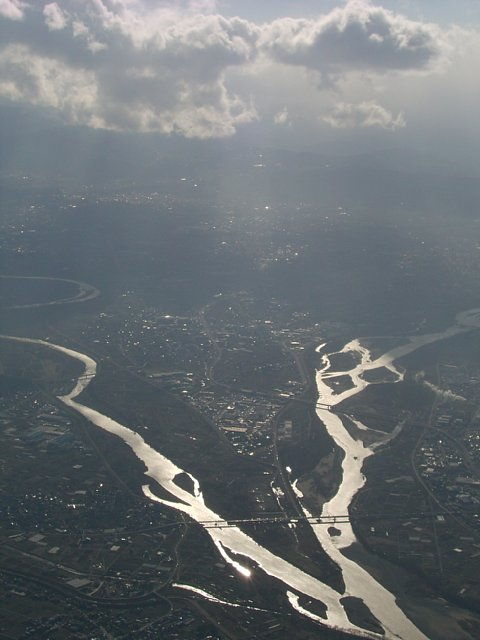
Kawanakajima (al centro della foto), luogo in cui il fiume Sai (sulla destra) si unisce al fiume fiume Chikuma (sulla sinistra).

Nel frattempo Shingen, non ancora pronto ad affrontare direttamente Kenshin, riunisce il suo esercito nei pressi del castello di Fukashi, ad ovest, e lì attende per tre mesi il momento del contrattacco; sentendosi pronto, marcia verso il castello di Shioda nel quale si era rifugiato Murakami Yoshikyo. In pochi giorni (tra l'8 ed il 12 settembre 1553), Shingen prende il controllo di tutti i castelli della zona, costringendo nuovamente alla fuga Yoshikyo. Il resto della campagna non è ben noto, ma sembra che Shingen riprenda la sua avanzata verso nord e verso Kawanakajima, affrontando direttamente Kenshin prima a Fuse(in quella che viene considerata la prima battaglia di Kawanakajima) e poi nuovamente nei pressi del tempio di Hachiman. Queste due battaglie, a quanto pare, vengono considerate come vittorie di Kenshin, sebbene non decisive. A ciò seguono una serie di incursioni e saccheggi nella valle, interrotti dall'arrivo dell'inverno in cui i due generali cessano le ostilità.
Nell'inverno del 1553 e nell'anno successivo non si registra nessuna grande offensiva: Kenshin fortifica l'accesso a Kawanakajima dal lago Nojiri, costruendo il castello di Katsurayama ed il castello di Motodoriyama sulle omonime colline; Shingen conclude la conquista della valle di Ina adiacente al lago Suwa, per rafforzare le sue retrovie.

## Seconda battaglia di Kawanakajima (battaglia di Saigawa), 1555
In preparazione della battaglia del 1555 Shingen, per mezzo di uno dei suoi vassalli, lancia un'offensiva lungo la valle di Itoi; benché non sia un luogo strategico, questa valle si estende verso nord arrivando fino al Mar del Giappone ed il suo possesso può costituire una minaccia per la capitale della provincia di Echigo, governata da Kenshin.
In risposta, Kenshin decide di lanciare l'offensiva direttamente a Kawanakajima ed il suo esercito viene spostato ai piedi della montagna che domina la vallata ad est del Zenkō-ji, uno dei templi buddhisti più sacri in Giappone. Purtroppo per lui, il clan Kurita, a supporto di Shingen, organizza le difese del Castello Asahiyama nelle vicinanze, consolidate dall'invio da parte di Shingen di un ulteriore contingente di 3 000 soldati tra arcieri ed archibugieri.
Il corpo principale dell'esercito Takeda si attesta dall'altra parte del fiume Sai (犀川?, Sai-gawa) e fronteggia le truppe di Kenshin il 4 agosto 1555. I quattro mesi successivi ha luogo la seconda battaglia di Kawanakajima: una serie di scontri, attacchi ed incursioni lungo il fiume; nessuno dei due avversari riesce a prendere il sopravvento, ostacolati dal Saigawa, in alcuni tratti ampio un centinaio di metri.
Con l'arrivo dell'inverno molti samurai ed ashigaru premono per tornare ad occuparsi delle proprie terre, ed i due rivali si vedono costretti a concludere un accordo di pace il 27 novembre. L'unica concessione strategicamente importante, è la distruzione del castello di Asahiyama.

## Terza battaglia di Kawanakajima, 1557
Con la distruzione del castello di Asahiyama, nella seconda battaglia di Kawanakajima, a Takeda Shingen viene a mancare una solida base per attaccare il nord di Shinano. Decide quindi di riprendere l'offensiva concentrando i propri sforzi sulla presa del castello di Katsurayama (costruito 3 anni prima da Uesugi Kenshin). Nel marzo del 1557, approfittando della recente neve che blocca Kenshin, Shingen attacca il castello; la mancanza d'acqua (di fondamentale importanza poiché il castello non ha una fonte o un fiume all'interno delle sue mura) concorre a determinare la caduta della fortezza, comunque inutilizzabile, perché poco prima della resa i difensori danno fuoco al castello, bruciandolo completamente.
Comunque, approfittando rapidamente del vantaggio acquisito, Shingen continua la sua avanzata verso il confine: cattura il castello di Nagahama sulle rive del lago Nojiri e muove le sue truppe fino al castello di Liyama che si affaccia sulla valle del fiume Chikuma (千曲川?, Chikuma-gawa).
La situazione per Kenshin diviene complicata: il confine è sotto la minaccia diretta delle forze Takeda e l'eventuale presa di Liyama significherebbe la fine della presenza del clan Uesugi nella provincia di Shinano. Kenshin decide di mobilitare le sue truppe e passare all'offensiva rendendo chiaro il suo obiettivo: forzare Shingen ad uno scontro diretto e sconfiggerlo una volta per tutte. Decide di non muovere l'esercito per prestare aiuto diretto al castello di Liyama, ma di dirigersi, come nella battaglia precedente, verso il tempio di Zenkō-ji, arrivandovi il 19 maggio; dà quindi ordine di ricostruire il castello di Asahiyama e vi si stabilisce con le truppe.
La situazione diventa evidentemente complessa: Kenshin si trova circondato dalle truppe di Shingen, ma può contare sulla protezione fornita dai castelli di Asahiyama, Motodoriyama e Liyama (che non è ancora caduto). Shingen a sua volta può fare affidamento sulle roccaforti di Nagahama (isolato nei pressi del confine), di Katsurayama (vicino al Zenkō-ji e di fronte ad Asahiyama), e soprattutto di Kasturao, più a sud, che rappresenta il punto di collegamento principale. L'obiettivo di Kenshin è quello di ingannare Shingen simulando un ripiegamento verso Liyama lungo il Chikumagawa, per affrontarlo colpendo con le truppe da Motodoriyama sul fianco, e con quelle da Liyama sulle retrovie avversarie.
Malauguratamente per lui, Shingen non si muove. Per costringerlo a combattere, Kenshin effettua diverse incursioni tra cui una che lo vede risalire quasi fino alla valle del Saku. Shingen rimane imperturbabile; sta sì preparando come risposta un grande attacco, ma in una direzione diversa: la valle di Itoi, situata ad ovest, che offre una porta di accesso verso la provincia di Echigo e la capitale di Kenshin, Katsugayama. Lanciato nel mese di agosto, questo attacco permetterà la presa del castello di Otari; Katsugayama è ora distante non più di 20 chilometri.
L'offensiva progettata inizialmente da Kenshin perde la sua utilità, ed il daimyō decide di ripiegare verso Liyama per rientrare a Shinano; nel contempo Shingen decide di avanzargli contro con le truppe. Sebbene questa fosse la situazione inizialmente auspicata da Kenshin per ingaggiare battaglia, nei fatti lo scontro si rivela come una serie di scaramucce minori tra retroguardie.

## Quarta battaglia di Kawanakajima, 1561

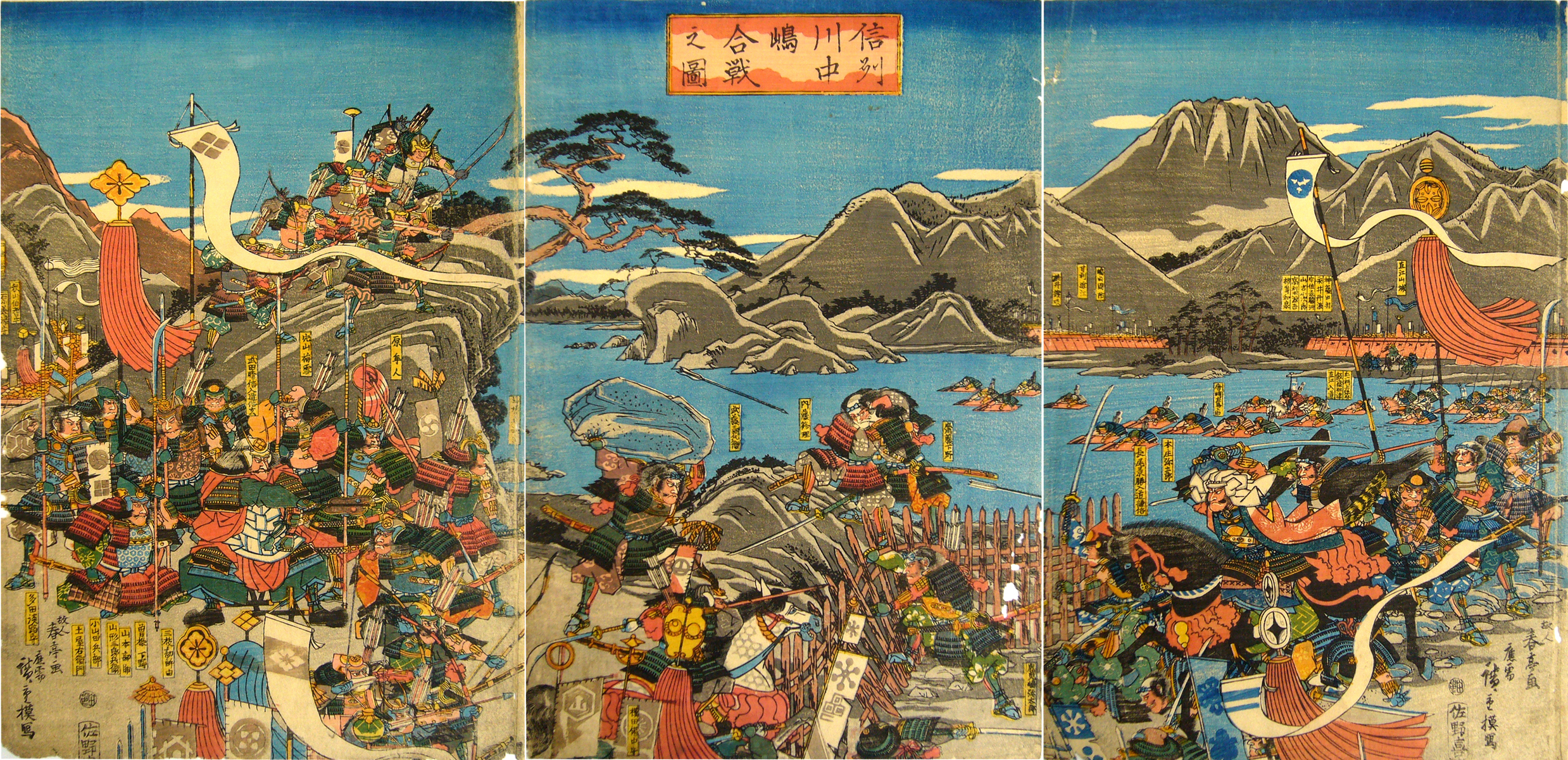
La battaglia di Kawanakajima; Shingen è sul lato sinistro, Kenshin su quello destro

La quarta battaglia di Kawanakajima comportò ingenti perdite di truppe da entrambe le parti come percentuale delle forze totali, notevoli se paragonate a qualsiasi altra battaglia del Periodo Sengoku; viene considerata una tra le battaglie tatticamente più interessanti del tempo.
Il 25 settembre del 1561, Uesugi Kenshin lascia il suo castello di Kasugayama con 18 000 guerrieri, determinato a distruggere Takeda Shingen. Mantiene alcune delle sue forze a Zenkoji, ma prende posizione con il contingente principale su Saijoyama, una montagna che sovrasta ad ovest il castello di Kaizu in mano a Shingen. Benché Kenshin ne fosse inconsapevole, il castello di Kaizu non conteneva più di 150 samurai, più gli ausiliari al seguito, e questi erano stati completamente colti di sorpresa. Il generale al comando del castello Kōsaka Danjō Masanobu, tuttavia, attraverso un sistema di segnalazione con fuochi, riesce ad informare il suo signore situato presso la fortezza di Tsutsujigasaki a Kōfu, distante 130 km, della mossa di Kenshin.
Il 27 settembre Shingen lascia quindi Kōfu con 16 000 uomini, che aumenteranno di ulteriori 4 000 unità nel viaggio attraverso la provincia di Shinano; il 3 ottobre arriva a Kawanakajima sulla sponda occidentale del Chikumagawa (fiume Chikuma), mantenendo il fiume tra lui e Saijoyama. Per 5 giorni nessuno degli eserciti prende l'iniziativa, essendo chiaro che la vittoria avrebbe richiesto l'elemento essenziale della sorpresa, consentendo quindi a Shingen di entrare con le proprie truppe nella fortezza di Kaizu insieme al suo gun-bugyō (commissario dell'esercito), Yamamoto Kansuke; quest'ultimo si occuperà di elaborare una strategia che secondo i suoi piani si sarebbe dimostrata vincente contro Kenshin.
Kōsaka Danjo Masanobu lascia Kaizu con 8 000 uomini, avanzando verso Saijoyama con la copertura della notte; il suo intento è quello di spingere l'esercito di Kenshin verso la pianura dove Takeda Shingen lo attende con altri 8 000 uomini in formazione kakuyoku o "ala di gru". Tuttavia Kenshin, sia attraverso spie a Kaizu che esploratori appostati a Saijoyama, intuisce le intenzioni di Shingen: sposta i suoi uomini verso la pianura scendendo dal fianco occidentale del Saijoyama, strisciando silenziosamente ed utilizzando pezzi di stoffa per attutire il rumore degli zoccoli dei cavalli. Con l'arrivo dell'alba del 18 ottobre 1561, gli uomini di Shingen trovano l'esercito di Kenshin schierato e pronto a caricare, contrariamente a quanto previsto.
Le forze di Uesugi Kenshin iniziano ad attaccare ad ondate, in una formazione detta "Kuruma Gakari", nella quale ogni unità è sostituita da un'altra appena diventa stanca o subisce sufficienti perdite. A guidare l'avanguardia di Uesugi è uno dei suoi storici ventotto generali, Kakizaki Kageie. L'unità di samurai a cavallo di Kakizaki si scontrerà con le truppe di Takeda Nobushige, con la conseguente sfortunata morte di quest'ultimo. Mentre la formazione kakuyoku tiene sorprendentemente bene il campo, i comandanti di Takeda iniziano a cadere, uno ad uno. Vedendo che la sua tattica a tenaglia aveva fallito, Yamamoto Kansuke decide di caricare da solo nella massa di samurai Uesugi, subendo più di 80 ferite da proiettile prima di ritirarsi verso una vicina collina e commettere seppuku.

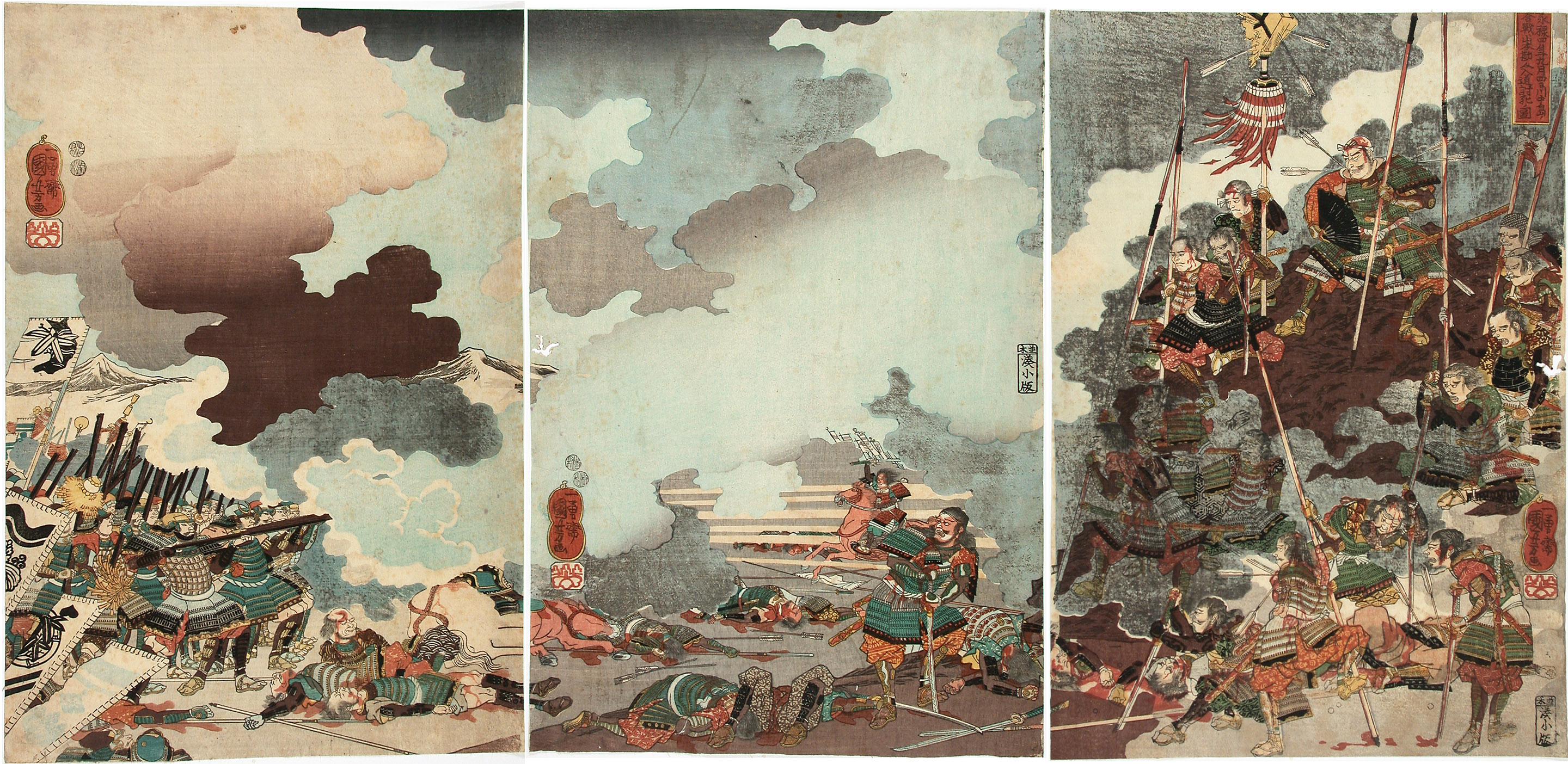
Yamamoto Kansuke appostato su una collina con il resto delle sue truppe, mentre affronta i moschettieri di Uesugi a Kawanakajima il 12 ottobre 1561.

Alla fine, le forze Uesugi raggiungono il posto di comando Takeda ed ha seguito uno dei più famosi combattimenti tra due samurai nella storia del Giappone, raccontato nel Kōyō Gunkan. Uesugi Kenshin in persona irrompe a cavallo nel quartier generale, attaccando Takeda Shingen che, sebbene colto alla sprovvista, riesce a parare diversi colpi con il suo ventaglio da combattimento, ed a tenere a bada Kenshin fino all'arrivo del vassallo Hara Torayoshi, che impugnata una picca riesce a ferire il cavallo di Kenshin, costringendolo a ritirarsi.
Il contingente principale di Takeda resiste, nonostante i feroci attacchi ad ondate di Uesugi: Obu Saburohei respinge le truppe guidate da Kakizaki, ed Anayama Nobukimi sconfigge le truppe del clan Shibata di Echigo, costringendo ad indietreggiare la forza principale di Uesugi fino al Chikumagawa.
Nel frattempo le truppe di Kōsaka, raggiunta la cima del Saijoyama e trovata la postazione Uesugi deserta, marciano giù per la montagna verso il guado del fiume; si scontrano con le 3 000 truppe poste sotto il comando del generale Amakazu Kagemochi, sconfiggendolo, ed avanzano ulteriormente per accorrere in aiuto del corpo centrale dell'esercito Takeda, attaccando da dietro le truppe Uesugi in ripiegamento.
Al termine dello scontro, numerosi furono i generali di Takeda che rimasero sul campo, tra cui suo fratello minore Takeda Nobushige e suo zio Murozumi Torasada; l'esercito Uesugi subì perdite intorno alle 3 000 unità, mentre quello Takeda contò circa 4 000 vittime. Le cronache del tempo indicano che Takeda non fece alcuno sforzo per contrastare la ritirata delle truppe Uesugi dopo la battaglia, che bruciarono l'accampamento a Saijoyama, tornarono al Zenkoji, e di lì nella Provincia di Echigo.

## Quinta battaglia di Kawanakajima, 1564
Negli anni successivi, il confronto tra Kenshin e Shingen si evolve su diversi altri fronti. Nel 1564, Shingen riesce a far aderire alla sua causa il clan Ashina della provincia di Mutsu, vicino alla provincia di Echigo. Il nuovo alleato attua un'offensiva nelle terre di Kenshin, coordinandosi con gli attacchi di Shingen nella provincia di Shinano. L'obiettivo finale è quello di chiudere in una tenaglia la capitale di Kenshin, Kasugayama. Il 18 maggio, con l'aiuto di forze ribelli locali, viene catturato il castello di Warigadake sul lago Nojiri; nel periodo a seguire, le truppe di Shingen cominciano a condurre incursioni nei territori di Echigo.
Le truppe del clan Ashina, tuttavia, sono sconfitte da Kenshin, e la strategia del clan Takeda diventa inattuabile a causa della perdita dell'alleato. Kenshin decide di muovere nuovamente il suo esercito verso Kawanakajima per contrastare Shingen: riconquista il castello di Warigadake e, il 4 settembre, schiera le sue truppe sulla collina presso il Zenkō-ji.
Takeda Shingen decide di non prendere alcuna iniziativa e Kenshin, spazientito, effettua la prima mossa verso la valle di Saku. All'inizio di ottobre Shingen decide di intervenire, ed il suo esercito giunge da ovest a Fukashi. Ancora una volta le grandi doti tattiche sviluppate dai due generali non concederanno il predominio di una parte: la posizione di Kenshin è ben difesa, ma Shingen gli impedirà di portare a termine ogni azione pericolosa. Dopo 60 giorni di scontri, Kenshin si ritira lascia la regione di Kawanakajima definitivamente nelle mani di Takeda Shingen.

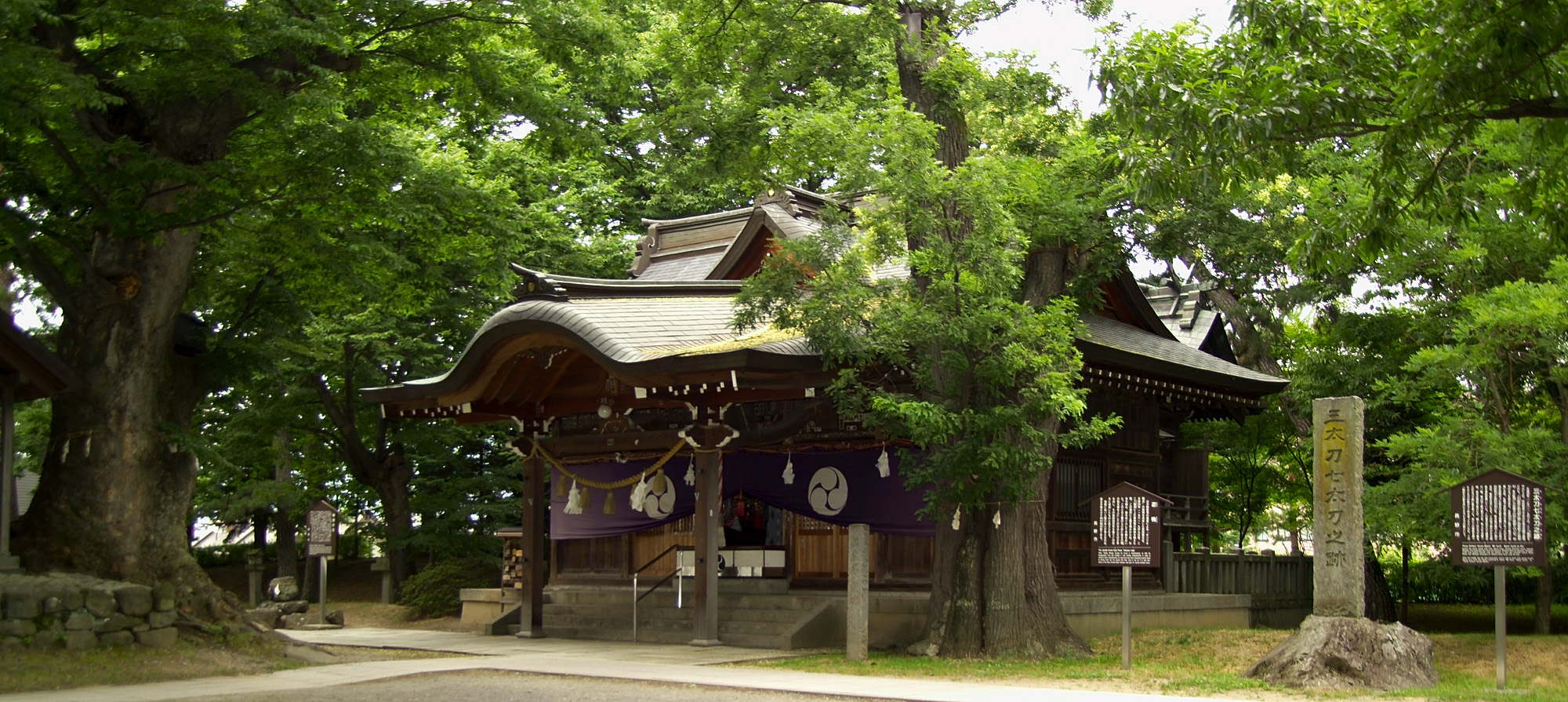
La Jinja di Hachiman, situata vicino al luogo in cui si è combattuta la quarta battaglia di Kawanakajima.

## Curiosità
La rivalità tra i due daimyō è trattata nel film giapponese Ten to Chi to (titolo internazionale Heaven & Earth), che tra i vari eventi descrive anche la quarta battaglia di Kawanakajima. Questo epico scontro è anche un episodio chiave in diverse serie televisive incentrate sulla vita di Takeda Shingen, come Fūrin Kazan.
Nonostante la quarta battaglia di Kawanakajima sia la più famosa tra le cinque combattute, è uno dei primi scenari nel videogioco Samurai Warriors. Nel combattimento 1 contro 1 tra Shingen e Kenshin, l'arma utilizzata dal primo è un dansen uchiwa.
Nel gioco per PC Total War: Shogun 2, una delle battaglie storiche è la quarta battaglia di Kawanakajima.